# 1801 en France
Chronologie de la France
- 1797
- 1798
- 1799
- 1800
- 1801
- 1802
- 1803
- 1804
- 1805

Cette page concerne l'année 1801 du calendrier grégorien.

## Événements

### Janvier
- 5 janvier : le Sénat vote un « sénatus-consulte » permettant la déportation sans jugement de 133 Jacobins figurant sur une liste établie par Fouché[1].
- 18 janvier : arrestation de François-Joseph Carbon, dit « le petit François » qui conduisait la charrette lors de l'attentat de la rue Saint-Nicaise[2].
- 21 janvier : Chaptal, ministre de l’Intérieur (fin en 1804)[2].
- 27 janvier : loi du 7 pluviôse an IX, instituant le secret de l'instruction[3].
- 31 janvier : l'officier corse Joseph Antoine Aréna impliqué dans une conjuration contre Bonaparte, est guillotiné[2].

### Février
- 2 février : la Congrégation est réunie à Paris par l’ancien père jésuite Jean-Baptiste Bourdier-Delpuits[2].
- 6 février : les secours accordés aux filles-mères sont supprimés comme contraires aux bonnes mœurs[2].
- 7 février : le 18 pluviôse, création de tribunaux spéciaux dans 32 départements troublés. Pendant le vote de ces lois, apparaît une rupture entre les Brumairiens, déçus de se voir écartés du pouvoir, et Bonaparte[3].

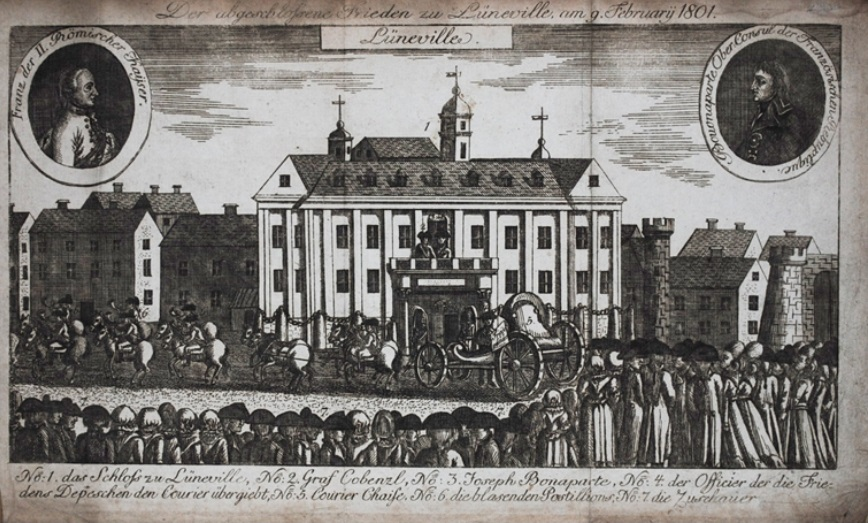
9 février : paix de Lunéville.

- 9 février : paix de Lunéville avec l'Autriche ; la nouvelle arrive à Paris le 12 février lors du Carnaval ; le Premier Consul est acclamé dans le jardin des Tuileries[2].
- 18 février : armistice de Foligno[4]. Fin de la République parthénopéenne. La reconquête de l’Italie par les Français s’achève par la prise de Naples[5].

### Mars
- 4 mars : arrêté relatif à une exposition publique et annuelle des produits de l'industrie française pendant les cinq jours complémentaires[2].

- 6 mars :

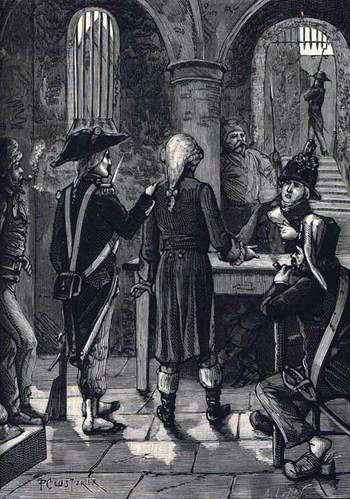
Arrestation du marquis de Sade.

  - l'ambassadeur russe Kolytchef, chargé de conclure la paix, arrive à Paris. Il communique au Premier Consul les intentions de Paul Ier de ne pas faire la paix avec la Grande-Bretagne tant que la question de Malte ne serait pas réglée ; après l'assassinat du tsar le 23 mars, son  successeur traite avec les Britanniques le 17 juin[6].
  - arrestation du marquis de Sade, pour la publication de Justine et de Juliette chez son éditeur Massé. Il est interné, sans jugement, à Sainte-Pélagie[2].
- 8 mars : la flotte française est battue par les Britanniques dans la baie d’Aboukir. Elle ne peut empêcher le débarquement de troupes britanniques et ottomanes[7].
- 12 mars : arrêté du préfet de la  Seine Frochot qui ordonne que trois enclos de cimetière seront établis hors de la ville de Paris (cimetière du Père-Lachaise, cimetière de Montmartre, cimetière du Montparnasse)[2].
- 15 mars : loi qui ordonne la construction de trois ponts à Paris (pont d'Austerlitz, pont Saint-Louis, pont des Arts)[2].
- 18 mars : le 27 ventôse an IX, loi de réorganisation du système judiciaire.
- 19 mars : loi du 28 ventôse an LX qui crée des bourses de commerce, des courtiers et des agents de change[2].
- 21 mars :
  - défaite française à la bataille de Canope, l'armée commandée par Menou se retranche à Alexandrie[7]. Un armistice est signé le 9 avril[2].
  - les duchés de Parme et de Plaisance sont cédés à la France par le traité d’Aranjuez avec l'Espagne en échange de la Toscane qui devient le royaume d'Étrurie confié à l'infant Louis[7].
  - la dette publique est réduite par la loi de finance du 30 ventôse an IX[8] ; les bons donnés aux créanciers de l'État sont repris et convertis en rente 5 % payés en numéraire.
- 25 mars : Joseph Bonaparte et Miot de Mélito, nommé administrateur général des deux départements de Corse, débarquent à Calvi[2] ; ils sont à Ajaccio le 31 mars. Une série d’arrêtés publiés du 2 avril 1801 au 20 octobre 1802, réglementant l'ordre public et accordent à la Corse des avantages sur le plan économique et fiscal[9].
- 28 mars : traité de Florence avec le royaume de Naples, qui cède à la France la partie napolitaine de l'île d'Elbe, la principauté de Piombino et l'État des Présides. Ces derniers sont rétrocédés au royaume d'Étrurie[4].

### Avril
- 3 avril : 
  - parution d'« Atala ou Les Amours de deux sauvages dans le désert » de Chateaubriand qui accède d'un coup à la notoriété[2].
  - arrêté qui établit une commission pour la rédaction d'un Code de commerce[2].
- 20 avril : Carbon et Saint-Régent sont guillotinés pour leur participation à l'attentat de la rue Saint-Nicaise. Le troisième participant, Picot de Limoëlan est parvenu à échapper aux recherches de la police de Fouché et a quitté Paris[2].

### Mai
- 1er mai : service de berlines Paris-Bruxelles en 45 heures[2].
- 13 mai : arrêté des Consuls du 23 floréal an IX portant établissement d'un costume pour les membres de l'Institut de France[2].

### Juin
- 16 juin : l'arrêté du 27 prairial an IX  confirme le monopole de la Poste dans la distribution des lettres et des journaux[2].
- 21 juin (2 messidor an IX) : le cardinal-légat Ercole Consalvi arrive à Paris avec les pleins pouvoirs pour conclure le concordat[2].
- 26 juin : paix avec l'empire ottoman[2].
- 27 juin : le général Belliard capitule au Caire[10].
- 28 juin : un concile national composé de quarante-cinq évêques s'ouvre à Notre-Dame de Paris[2].
- 30 juin : Aglaé de Polignac, duchesse de Guiche, est reçue à Malmaison par Joséphine de Beauharnais pour s'enquérir auprès d'elle des chances d'une restauration monarchique ; elle ne peut pas rencontrer Bonaparte[2].

### Juillet
- 8 - 12 juillet : victoire navale franco-espagnole à la bataille d'Algésiras[11].
- 12 juillet : Toussaint Louverture promulgue une constitution autonomiste à Saint-Domingue qui lui donne les pleins pouvoirs à vie[12].

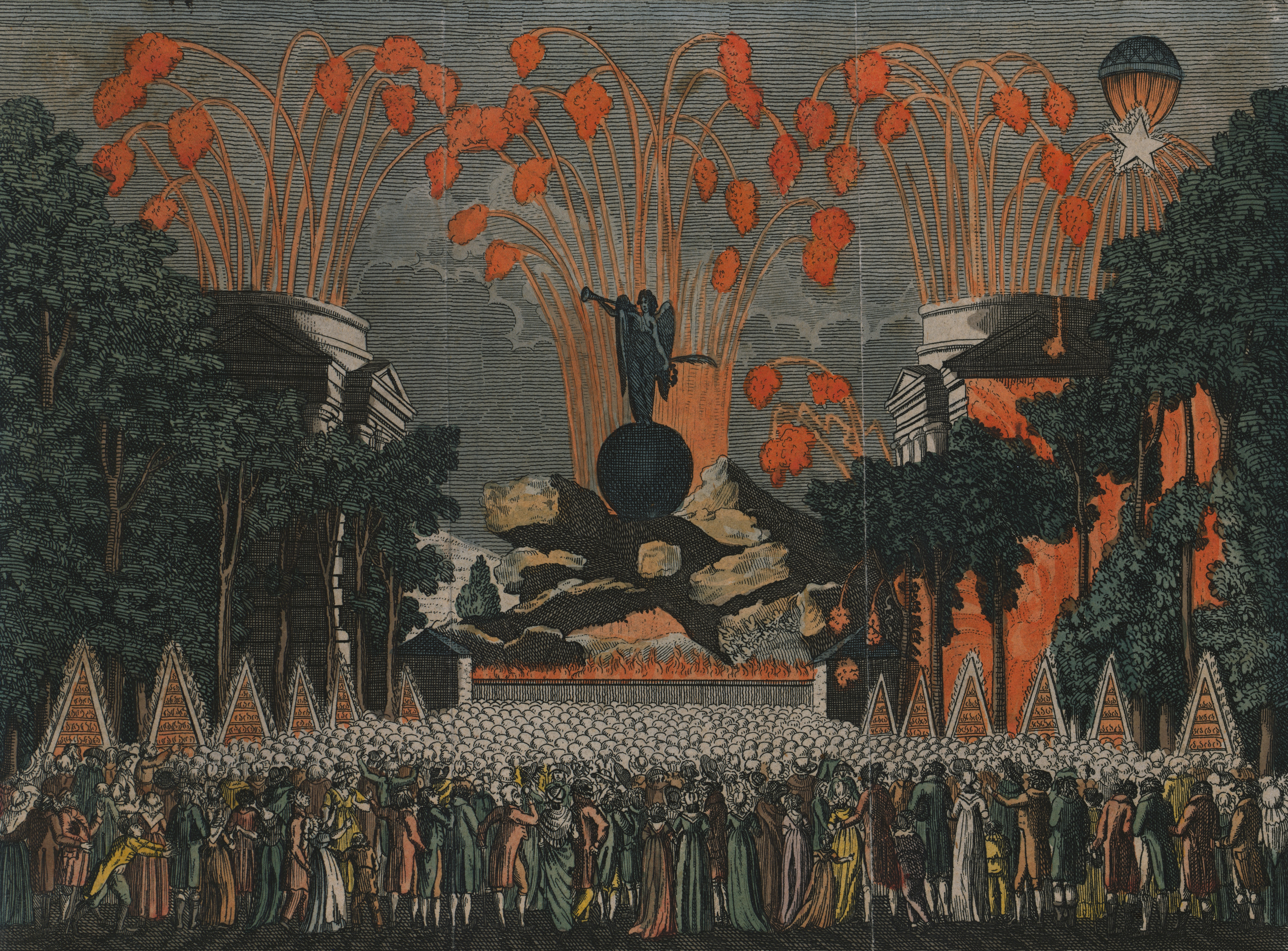
Vue brillante de l’anniversaire du 14 juillet 1801 (25 Messidor de l'An 9). Feu d'artifice tiré à l’Étoile des Champs Élysées.

- 14 juillet : on célèbre à Notre-Dame une messe solennelle, et on chante un Te Deum en actions de grâces pour tous les bienfaits que le Seigneur avait répandus sur le peuple français[2].
- 15 juillet : concordat entre la France et le pape Pie VII. Le catholicisme devient religion « de la majorité des Français »[2].
- 17 juillet : début de la procédure de validation du projet de Code civil français élaboré par Jean-Jacques-Régis de Cambacérès[2].
- 24 juillet : fusion des troupes de la salle Favart et salle Feydeau qui deviendront l'Opéra-Comique[2].

### Août
- 10 août : nomination de commissions chargées d'établir un Code rural, sans suite, et d'un Code de procédure civile, promulgué en 1806[2].
- 11 août : Alexandre Lenoir acquiert des éléments sculptés du château de Gaillon pour leur sauvegarde, le bâtiment étant vendu et démoli par son nouvel acquéreur[13].
- 15 août : la bulle « Ecclesia Domini » ratifie le  concordat. Les brefs du pape Pie VII « Tam Multa » et « Post multos labores » demandent aux évêques légitimes et aux évêques constitutionnels la démission de leur siège pour permettre la réorganisation de l'Église de France et des diocèses. Le bref « Etsi apostolici principatus » accorde la réconciliation aux prêtres mariés[2].
- 20 août : création française de La Flûte enchantée de Mozart sous le titre Les Mystères d'Isis à l’Opéra de Paris[2].
- 24 août : traité de Paix conclu a Paris entre la République Française et l'Électeur palatin de Bavière[2].
- 30 août : la France capitule à Alexandrie[10]. Le général Jacques François Menou évacue l’Égypte.

### Septembre
- 1er septembre (14 fructidor an IX) : décret Chaptal, arrêté du Premier Consul qui décide d'attribuer à quinze villes une collection de tableaux prélevés sur ceux du Louvre et de Versailles[14].
- 7 septembre : création sur l'impulsion de Chaptal de la Société d'encouragement pour l'industrie nationale[2].
- 16 septembre : création de la direction générale des Douanes à la place de la régie des Douanes, confiée à Collin de Sussy[15].
- 18 septembre : exposition de l'industrie nationale dans la cour du Louvre[2].
- 20 septembre : création de la direction générale de l'enregistrement et des domaines à la place de la Régie de l'Enregistrement, confiée à Duchâtel[16].
- 29 septembre : traité de paix de Madrid entre la France et le Portugal[4]. Il fixe la frontière méridionale de la Guyane française et le Brésil[2].

### Octobre
- 1er octobre : signature de préliminaires de paix à Londres entre la France et le Royaume-Uni[4].
- 4 octobre : un arrêté consulaire interdit aux théophilanthropes leurs réunions dans les édifices nationaux[17].
- 7 octobre : institution d'une Direction générale des cultes au Ministère de l'Intérieur dirigée par le conseiller d'État Portalis[2].
- 9 octobre : un arrêté consulaire du 17 vendémiaire an X décide le percement de la rue de Rivoli, de la rue des Pyramides et de la rue de Castiglione[2].
- 10 octobre : Signature du traité de Paris avec la Russie.
- 11 octobre :
  - un arrêté consulaire du 19 vendémiaire an X réglemente l'exercice de la profession de boulanger à Paris ; ils doivent obtenir une autorisation de la Préfecture de police pour ouvrir leurs boulangeries et donner un préavis de six mois pour les fermer[2].
  - un arrêté consulaire prescrit le déménagement des artistes et des écrivains du Louvre ; l'ancien Collège des Quatre-Nations devient l’École des beaux-arts, la Sorbonne accueille les gens de lettres[2].

### Novembre

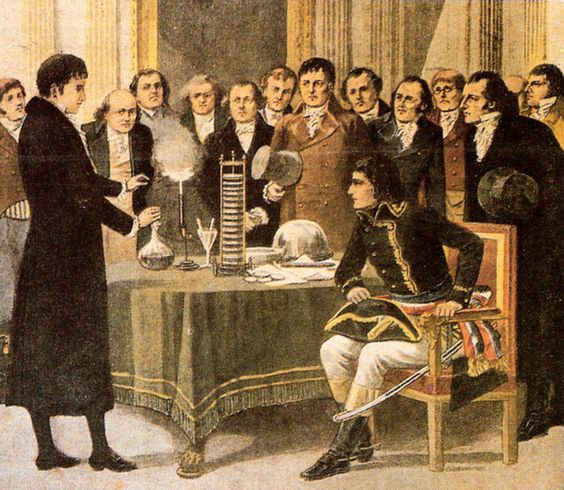
Alessandro Volta présente sa pile électrique à Napoléon.

- 7 novembre : séance de l'Institut où Volta lit le résultat de ses expériences sur le galvanisme[2].
- 9 novembre : fête solennelle célébrée en l'honneur des préliminaires de paix dans toute la France[2].
- 22 novembre : le Corps législatif marque son hostilité au Concordat en nommant comme président Charles-François Dupuis, auteur d'un Abrégé de l'origine de tous les cultes et notoirement athée et hostile aux catholiques[18].
- 28 novembre :
  - succès de Marie-Thérèse Bourgoin dans le rôle de Mélanie au Théâtre français ; elle est rappelée à la fin du spectacle et devient sociétaire de la Comédie-Française quatre mois plus tard[19].
  - le général général Davout est nommé commandant en chef des grenadiers de la garde consulaire[2].
- 29 novembre :  le pape Pie VII publie la bulle Qui Christi Domini pour l'exécution du concordat[2].

### Décembre
- 26 décembre : le naturaliste Joseph Banks est élu membre associé étranger de l'Académie des sciences ; le compositeur Joseph Haydn est élu membre associé étranger de l'Académie des beaux-arts ; Thomas Jefferson est élu membre associé étranger de l'Académie des inscriptions et belles-lettres[2].
- 29 décembre : traité entre la France et la Régence d'Alger ; liberté du commerce comme avant la rupture, suppression de l'esclavage des Français à Alger, la restitution des Concessions d'Afrique, l'exemption d'une année de redevances pour la Compagnie d'Afrique et le remboursement des dettes[20].

## Naissances en 1801
- 14 janvier : Adolphe Brongniart, botaniste français († 18 février 1876)
- 20 janvier : Hippolyte Bayard, inventeur de la photographie français († 14 mai 1887)
- 28 janvier : Victor Adam, peintre français († 1886).
- 1er février : 
  - Émile Littré : lexicographe et philosophe français († 2 juin 1881)
  - Jean-Baptiste Boussingault, chimiste français († 11 mai 1887)
- 11 avril : Claude Tillier, pamphlétaire, romancier français († 12 octobre 1844)
- 30 juin : Frédéric Bastiat, parlementaire français et économiste († 24 décembre 1850)
- 20 août : Arcisse de Caumont, historien et archéologue français († 16 avril 1873)
- 28 août : Antoine-Augustin Cournot, mathématicien français  († 30 mars 1877)

## Décès en 1801
- 18 février : Guillaume François Charles Goupil de Préfelne, homme politique français (né le 29 juillet 1727).
- 2 mars : Charles-Albert Demoustier, écrivain français (né le 13 mars 1760).
- 11 avril : Antoine de Rivarol, écrivain français (né le 23 juin 1753).
- 20 octobre : Louis Gauffier, peintre français (né le 10 juin 1762).